# Éric Lutten
Éric Lutten, né le 2 septembre 1904 à Paris et mort le 12 février 1975 à Mont-Saint-Jean (Sarthe), est technicien, chargé d'enquêtes et l'auteur de plusieurs articles ethnographiques pour le musée d'ethnographie du Trocadéro. 

## Parcours
Éric Lutten est né à Paris, au no 85 de l'avenue d’Orléans dans le 14e arrondissement. Il est le fils de Daniel Otto Lütten et Pauline Eugénie Aline Niboyet. Par sa mère, il est relié familialement à la féministe Eugénie Niboyet, à l'écrivain Fortunio Niboyet, et plus loin, au pasteur genevois Pierre Mouchon, auteur des tables de l'encyclopédie de Diderot et d'Alembert. Il est aussi l'oncle maternel du journaliste français, russe et américain Vladimir Vladimirovitch Pozner. Il fait ses études secondaires en Suisse et obtient le brevet d’études générales, puis mène quelques études en sciences et langues. Il se marie quatre fois et est père de trois enfants. Il décède en 1975 des suites d'une crise cardiaque.

## Carrière professionnelle
Éric Lutten mène l’essentiel de sa carrière professionnelle en Afrique. Après son service militaire, il est recruté en tant qu’agent de factorerie pour la Compagnie française de l'Afrique occidentale à Port Harcourt (1926-1927), puis il est employé par la Société d’entreprises africaines de 1927 à 1929. Il travaille au musée d'ethnographie du Trocadéro d’octobre 1930 à juillet 1935, ce qui lui permet de participer à deux expéditions ethnologiques, la mission Dakar-Djibouti (1931-1933), et la mission Sahara-Soudan (janvier à  avril 1935).
Durant la première mission, Dakar-Djibouti, dont il est l'un des membres permanents, Éric Lutten est chargé de questions logistiques, comme le transport des personnes et du matériel. Il s'occupe aussi des prises de vues photographiques ou cinématographiques, et mène plusieurs enquêtes sur les techniques indigènes et rites concomitants.  Lors de la mission Sahara-Soudan, Éric Lutten conduit la camionnette « Kanaga ». Il est également chargé du développement des photographies, d'enquêtes technologiques et de fouilles dans les grottes.
Ses fonctions au musée de l'Homme le conduisent à collaborer aux publications de la Mission Dakar-Djibouti et à l’organisation du département d’Afrique du musée du Trocadéro : en tant que tel, il est commissaire de l’exposition sur le Sahara, qui se tient au musée, du 15 mai au 28 octobre 1934. Ces fonctions le mènent également à collaborer à l'organisation logistique de la première expédition polaire de Jean-Baptiste Charcot, sur laquelle il écrit un article intitulé « Fin d’une glorieuse carrière polaire Charcot et le Pourquoi Pas ? ». Éric Lutten consacre plusieurs écrits à la circoncision et aux enfants et à leurs jeux.  Il fut membre de la  Société des explorateurs français. 

### Activités professionnelles dans le secteur colonial privé en Afrique
En 1936, Éric Lutten est recruté comme agent administratif et chargé d’études pour le compte de la société minière Soguinex en Guinée française (1936-1945), puis par la Société africaine de publicité et d'édition fusionnée. Il devient chargé de mission d’études au Cameroun en 1946, et participe à l’achat d’une plantation et à la constitution de la Société commerciale, agricole et industrielle du Cameroun. Enfin, à partir de 1949, il est chargé d’études et de représentation commerciale pour divers organismes, dont l’agence Havas de l’Afrique-Occidentale française au Maroc et plusieurs territoires coloniaux d'AOF, de 1950 à 1951 et de la Société minière du Dahomey Niger de 1951 à 1953.
Il exerce des fonctions d'agent administratif, de journaliste et de correspondant pour plusieurs sociétés de presse au Cameroun français, Guinée française, Côte d’Ivoire et Maroc de 1955 à 1959. Il participe à la fondation du premier quotidien de Côte d’Ivoire Fraternité Matin à Abidjan. Il est correspondant a Conakry de l'agence Associated Press et chargé de la rubrique locale du journal Guinée Matin. Il est journaliste et rédacteur en chef au Journal de Tanger (1959-1972) ou, en tant que correspondant pour le nord du Maroc de l’Associated Press, il réalise les premières photos du séisme du 29 février 1960 à Agadir. Éric Lutten est également conseiller lors de la création du musée africain de l'île d'Aix, qui contient avec les souvenirs d’Afrique de Napoléon Gourgaud[réf. souhaitée].

### Distinctions
Éric Lutten reçoit la croix de guerre 1939-1945 avec étoile d’argent, le 4 juin 1945, après avoir rejoint les forces françaises en Afrique, en tant qu'attaché de liaison administrative,, et la Bronze Star américaine le 22 novembre 1945, après avoir, notamment, participé à la libération du Château d'Itter.

## Publications
- « Les Wasamba et leur usage dans la circoncision », Minotaure, no 2,‎ 1931, p. 13–17
- « Les enfants noirs ont aussi des poupées », Le monde colonial illustré, no 129,‎ mai 1934, p. 79
- « Poupées d'Afrique occidentale », Bulletin du Musée d'ethnographie du Trocadéro, no 5,‎ 1933, p. 8-19
- (en) « Poupées d'Afrique occidentale », American Anthropologist (Journal de l'Association américaine d'anthropologie), vol. 36, no 4,‎ décembre 1934, p. 619-625